# Timo Parvela
Timo Parvela (Jyväskylä, 1964. május 19. –) finn gyerekkönyvíró.
Timo Parvela a Jyväskylä Teacher Training College-ban szerzett diplomát 1988-ban, majd a '90-es évek közepéig általános iskolai tanítóként dolgozott. 1996 óta szabadúszó író, számos gyerekeknek szóló műve mellett televíziós forgatókönyveket és rádiós szövegkönyveket is írt.

## Magyarul
- Mérleghinta; ill. Virpi Talvitie, ford. Bába Laura; Cerkabella, Szentendre, 2008, ISBN 9789639820050; 2011, ISBN 9789639820050
- Körhinta; ill. Virpi Talvitie, ford. Bába Laura; Cerkabella, Szentendre, 2010, ISBN 9789639820197
- Ella újabb kalandjai; ford. Kovács Ottilia; Pongrác, Budapest, 2010, ISBN 9789638901378
- Ella és barátai; ford. Kovács Ottilia; Pongrác, Budapest, 2010, ISBN 9789638881168
- Miú és Vau; ill. Virpi Talvitie, ford. Kovács Ottilia; Kolibri, Budapest, 2012, ISBN 9786155234194
- Szerencsekerék; ill. Virpi Talvitie, ford. Bába Laura; Cerkabella, Szentendre, 2012, ISBN 9789639820296
- Ella és a rock királya; ford. Kovács Ottilia; Pongrác, Budapest, 2013
- Ella és barátai; ford. Kovács Ottilia; 2. jav. kiad.; Pongrác, Budapest, 2013
- Ella Lappföldön; ill. Almási Zétény, ford. Kovács Ottilia; Pongrác, Budapest, 2013, ISBN 9786155131387
- Miú és Vau és a hatalmas hógolyó; ill. Virpi Talvitie, ford. Kovács Ottilia; Kolibri, Budapest, 2013, ISBN 9786155234644
- Miú és Vau házat épít; ill. Virpi Talvitie, ford. Kovács Ottilia; Kolibri, Budapest, 2014
- Gyerekek! Tessék vigyázni! Ella legújabb kalandjai; ill. Almási Zétény, ford. Patat Bence; Pongrác, Budapest, 2015
- Miú és Vau esti meséi; ill. Virpi Talvitie, ford. Kovács Ottilia; Kolibri, Budapest, 2015
- Pate szupertitkos blogja; ill. Pasi Pitkänen, ford. Kovács Ottilia; Cerkabella, Szentendre, 2015
- Ella a tengeren; ill. Almási Zétény, ford. Patat Bence; Pongrác, Budapest, 2015
- Miú és Vau nagy kalandja; ill. Virpi Talvitie, ford. Kovács Ottilia; Kolibri, Budapest, 2016
- Bjørn Sortland–Timo Parvela: Kepler62. Első könyv: a játék; ill. Pasi Pitkänen, ford. Kovács Ottilia; Pagony, Budapest, 2016
- Bjørn Sortland–Timo Parvela: Kepler62. Második könyv: a visszaszámlálás; ill. Pasi Pitkänen, ford. Petrikovics Edit; Pagony, Budapest, 2016
- Pate focikönyve; ill. Pasi Pitkänen, ford. Kovács Ottilia; Cerkabella, Szentendre, 2016
- Pate horgászkönyve; ill. Pasi Pitkänen, ford. Kovács Ottilia; Cerkabella, Szentendre, 2017
- Miú, Vau és a cikázó cickány; ill. Virpi Talvitie, ford. Kovács Ottilia; Kolibri, Budapest, 2017
- Pate a kincses szigeten; ford. Kovács Ottilia; Cerkabella, Szentendre, 2023

## Díjak
- 1991: Central Finland Regional Arts-díj
- 1992: IBBY-díj
- 2000: IBBY-díj
- 2006: Finlandia Junior-díj

## Fordítás
- Ez a szócikk részben vagy egészben  a   Timo Parvela című angol Wikipédia-szócikk fordításán alapul.  Az eredeti cikk szerkesztőit annak laptörténete sorolja fel. Ez a jelzés csupán a megfogalmazás eredetét és a szerzői jogokat jelzi, nem szolgál a cikkben szereplő információk forrásmegjelöléseként.